# Штайнц
Штайнц (нем. Stainz) — ярмарочная коммуна (нем. Marktgemeinde) в Австрии, в федеральной земле Штирия.
Входит в состав округа Дойчландсберг. Население составляет 8590 человек (на 31 декабря 2015 года). Занимает площадь 92,46 км². Официальный код — 60350.

## Политическая ситуация
Бургомистр коммуны — Вальтер Айхман (АНП) по результатам выборов 2015 года.
Совет представителей коммуны (нем. Gemeinderat) состоит из 25 мест.